# Commonwealth v. Hunt
Commonwealth v. Hunt est une décision légale importante rendue par la Cour suprême du Massachusetts sur les syndicats en 1842.

## Faits
Avant cette décision, basée sur le cas Commonwealth v. Pullis (en), les syndicats qui voulaient créer un lieu de travail syndiqué ou organiser une grève pouvaient être inculpé de conspiration. Cependant, en mars 1842, le Chief Justice Lemuel Shaw  ordonne que les syndicats soient des organismes légaux et qu'ils ont le droit de grève.
En 1839, La Cleveland Journeymen Bootmakers' Society (syndicat de la corporation des bottiers) appelle à faire grève contre tous les employeurs qui emploient des employés non syndiqués. Les dirigeants du syndicat, y compris un M. Hunt, sont arrêtés et inculpés de conspiration. Le tribunal de première instance de Cleveland trouve tous les défendeurs coupables, mais après appel, Lemuel Shaw déclare que l'acte de la syndicalisation et de la tentative de reconnaissance de ce syndicat par la grève sont légal à moins que le syndicat est utilisé des méthodes illégales pour que les ouvriers se mettent en grève. Puisqu'aucune menace de force est trouvé, Lemuel Shaw prend le parti des défendeurs et la Cour avec lui. Tout au long des décennies suivantes les juges deviennent plus antisyndicalistes mais le cas Commonwealth v. Hunt servi à légitimer les syndicats.

## Legs et importance
Ce cas établi que les syndicats ne sont pas nécessairement des organismes criminels ou conspirant s'ils ne préconisent pas la violence ou des activités illégales dans leurs tentatives de gagner la reconnaissance par la grève. Ce cas légalisa l'existence d'associations professionnelles, mais les syndicats continuèrent à être harcelés légalement par des procès contre leurs monopoles et par des injonctions. Une loi de 1932 (Norris-La Guardia Act) et une loi de 1935 (Wagner Act) reconnaissent aux  ouvriers le droit d'organiser des syndicats, mais les syndicats ne furent identifiés comme entièrement légaux que plus tard.